# الفتاة من موناكو
الفتاة من موناكو هو فيلم من نوع كوميديا دراما وكوميديا أُصدر في 2008. الفيلم من إنتاج وتوزيع وارنر برذرز. وهو من إخراج آن فونتين، أما السيناريو فكان من كتابة آن فونتين وبينوا غرافين.

## القصة
يذهب محام بارع وعصبي إلى موناكو للدفاع عن مجرم مشهور. ولكن ، بدلاً من التركيز على القضية ، يقع في حب الشيطان الجميل ، الذي يحوله إلى حطام كامل.
تقع أحداث الفيلم في موناكو.

## طاقم التمثيل
- هيلين دي سانت بير [الإنجليزية]‏
- لويس بورجوان
- جين باليبار
- الكسندر ستيغر  [لغات أخرى]‏
- انطون ياكوفليف  [لغات أخرى]‏
- جيل كوهين  [لغات أخرى]‏
- Jo Prestia [الإنجليزية]‏
- ستيفان أودران [الإنجليزية]‏
- Mario Barravecchia [الإنجليزية]‏
- فيليب دوكلو  [لغات أخرى]‏
- رشدي زيم
- فابريس لوشيني
- البحريه رينوار

## الإنتاج
موسيقى الفيلم التصويرية كانت من تأليف Philippe Rombi ‏.

## وصلات خارجية
- الفتاة من موناكو على موقع IMDb (الإنجليزية)
- الفتاة من موناكو على موقع ميتاكريتيك (الإنجليزية)
- الفتاة من موناكو على موقع روتن توميتوز (الإنجليزية)
- الفتاة من موناكو على موقع نتفليكس (الإنجليزية)
- الفتاة من موناكو على موقع ألو سيني (الفرنسية)
- الفتاة من موناكو على موقع Turner Classic Movies (الإنجليزية)
- الفتاة من موناكو على موقع أول موفي (الإنجليزية)
- الفتاة من موناكو على موقع فيلمافينيتي (الإسبانية)
- الفتاة من موناكو على موقع قاعدة بيانات الفيلم (الإنجليزية)
- الفتاة من موناكو على موقع ليتربوكسد (الإنجليزية)